# SŽD-Baureihe Ээл8
Die Lokomotive der Baureihe Ээл8 (deutsche Transkription Eel8) der Sowjetischen Eisenbahnen (SŽD) war eine breitspurige Diesellokomotive der ersten Generation, die als Besonderheit über zwei Motor-Generatoreinheiten verfügte. Die Lokomotive hatte einige Mängel, und deshalb kam es nicht zu einer Serienproduktion.

## Geschichte
Die Projektierung dieser Lokomotive begann zum Ende der 1920er Jahre. Es wurde eine Diesellokomotive der Bauart 1’Eo 1’ mit einer Dienstmasse von 136 t, zwei Diesel-Generator-Einheiten, und daher mit Dieselelektrischem Antrieb projektiert. Die Diesellokomotive war vorgesehen für den schweren Zugdienst, und von den Parametern war sie den damaligen Dampfloktypen FD und IS ähnlich. Die Anwendung von zwei Dieselmotoren erlaubte das Abschalten eines von ihnen abhängig von der benötigten Leistung, und gleichzeitig die Erhöhung der Zuverlässigkeit der Lokomotive, da zur damaligen Zeit die Zuverlässigkeit der Motoren noch nicht 100 % garantiert werden konnte.
Die Detaillierung des Projektes wurde in Deutschland bei der Friedrich Krupp AG ausgearbeitet. Dabei wurde festgestellt, dass das angegebene Gewicht nicht eingehalten werden konnte, sodass es zur Änderung der Achsfolge in 2’Eo1’ kam. Gleichzeitig sollte eine Widerstandsbremse mit verwendet werden. Gebaut wurde die Lokomotive bei Krupp in den Jahren 1931–1932. Im März 1933 wurde sie in die Sowjetunion überstellt und in dem Murom-Werk vollständig zusammengebaut.

## Technik

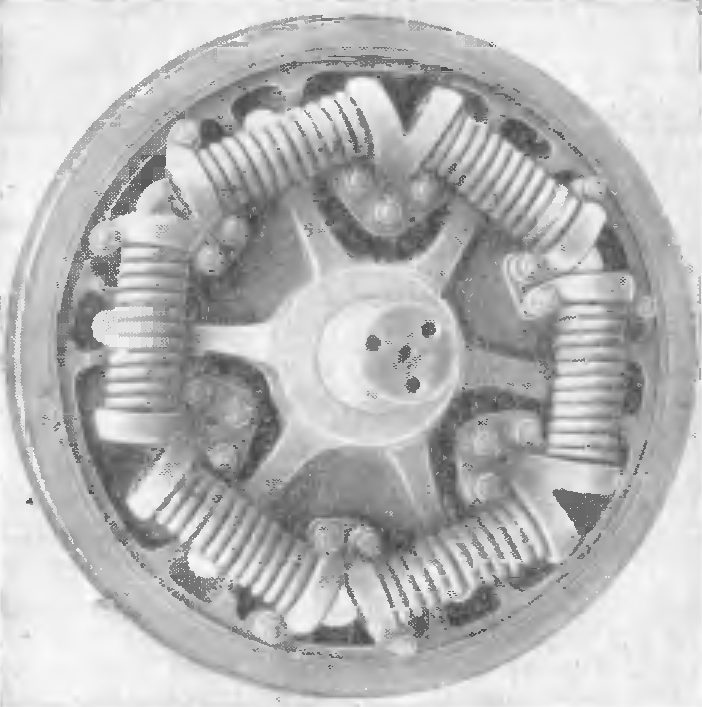
Sécheron-Federantrieb

Das Fahrzeugteil war analog der Ээл2 aufgebaut und bestand aus einem Rahmen, einem zweiachsigen Drehgestell und einem Gestell der Bauart Bissel. Für die Verbesserung der Einfahrt in den Gleisbogen besaß das Drehgestell einen Ausschlag von ±110 mm. Die zweite und vierte Antriebsachse besaßen keinen Spurkranz. Der minimal zu durchfahrende Kurvenradius betrug 150 m.
Jede der beiden Diesel-Generator-Einheiten bestand aus dem 8-Zylinder-Viertakt-Dieselmotor 8V-31/37 der Firma Sulzer mit einer Leistung von 605 kW (825 PS) bei einer Nenndrehzahl von 640/min. Seine Kurbelwelle war direkt mit der Welle des Traktionsgenerators verbunden. Der Strom in dessen Wicklungen wurde nach dem System Ward-Leonard reguliert, gleichfalls war er mit Wendepolen ausgestattet, um den Dieselmotor zu starten. Für die Speisung der Wicklungen des Generators und zum Laden der Batterie diente der Hilfsgenerator.
Die fünf doppelten Traktionsfahrmotoren der Firma Sécheron waren im Rahmen gelagert und besaßen Zwangsbelüftung. Das Moment zur Übertragung auf die Treibräder wurde durch den Sécheron-Federantrieb übertragen. Das Übertragungsverhältnis betrug 1/6,8. Der Fahrschalter von dem Lokführer betrug 15 Fahrstufen.

## Einsatz
Die Diesellokomotive wurde zuerst für den Versuchsbetrieb auf der Linie Moskau – Leningrad der Oktoberbahn eingesetzt, nach Vollendung wurde sie zu dem Depot Aşgabat gegeben. Es wurde im Versuch ermittelt, dass die Dauerleistung 1050 PS bei einer Geschwindigkeit von 24 km/h bis 50 km/h, die Dauerzugkraft 21000 kp bei 12,5 km/h betrug. Bei Geschwindigkeiten über 24 km/h konnten lediglich 12000 kp ermittelt werden.
Die Lokomotive war im Zugdienst eingesetzt und war eine nützliche Ergänzung zu den Diesellokomotiven der Reihe Ээл. Sie konnte aber nicht ihre volle Leistungsfähigkeit umsetzen, weil der größte Schwachpunkt bei ihrer Konstruktion der Sécheron-Federantrieb war. Bei diesem kam es öfters zu einzelnen Federbrüchen, wodurch die Maschine zur Reparatur abgestellt stand. Zu einer Umkonstruktion der Federtöpfe analog dem Kleinow-Federtopf-Antrieb konnte man sich offensichtlich nicht entschließen, auch wäre eine mögliche Serienproduktion der Lokomotive durch die Fertigung im Ausland problematisch geworden. So blieb es bei diesem einen Exemplar. In der Zeit des Großen Vaterländischen Krieges wurden die Lokomotive aus dem aktiven Dienst genommen und 1953 ausgemustert.